# 3895 Earhart
3895 Earhart (1987 DE) là một tiểu hành tinh vành đai chính được phát hiện ngày 23 tháng 2 năm 1987 bởi Carolyn S. Shoemaker ở Đài thiên văn Palomar. Nó được đặt tên năm 1995 theo Amelia Earhart (1897–1937), một người tiên phong trong lĩnh vực hàng không.